# Benátky (ort i Tjeckien)
Benátky är en ort i Tjeckien.   Den ligger i regionen Pardubice, i den östra delen av landet, 140 km öster om huvudstaden Prag. Benátky ligger 348 meter över havet och antalet invånare är 316.
Terrängen runt Benátky är platt åt sydväst, men åt nordost är den kuperad. Benátky ligger nere i en dal. Runt Benátky är det ganska tätbefolkat, med 80 invånare per kvadratkilometer. Närmaste större samhälle är Litomyšl, 1,8 km nordväst om Benátky. Trakten runt Benátky består till största delen av jordbruksmark.